# Dodekaorton
De Dodekaórton (Grieks: Δωδεκαόρθον) is de verzamelnaam voor de twaalf Grote Feesten van de Orthodoxe Kerk. Het gaat om acht feesten ter ere van Christus en vier feesten ter ere van Maria. De inhoud van het feest is niet altijd op Bijbelteksten terug te leiden, maar soms ook op apocriefen, zoals het Proto-evangelie van Jakobus. Deze feesten vindt men in de feestdagenrij op de iconostase.
- 8 september:  Geboorte van de Moeder Gods (Maria-Geboorte)
- 14 september: Kruisverheffing
- 21 november:  Opdracht van de Moeder Gods in de tempel
- 25 december: Geboorte van Christus (Kerstmis)
- 6 januari: Theofanie of Epiphanie (Doop van Christus)
- 2 februari: Opdracht van de Heer in de Tempel (Maria-Lichtmis)
- 25 maart: Verkondiging aan de Moeder Gods (Annunciatie)
- de zondag voor Pasen: Intrede in Jeruzalem (Palmzondag)
- de veertigste dag na Pasen: Hemelvaart van Christus
- de vijftigste dag na Pasen: Pinksteren
- 6 augustus: Transfiguratie (Gedaanteverandering van Jezus)
- 15 augustus: Ontslapen van de Moeder Gods (Maria-Tenhemelopneming)

Bij gelegenheid worden er andere feesten aan toegevoegd.  
Zoals:  
- De opwekking van Lazarus
- Goede Vrijdag - de Kruisiging
- Het Laatste Avondmaal
- De Nederdaling ter Helle